# Александровский, Сергей Анатольевич
Сергей Анатольевич Александро́вский (род. 21 ноября 1956, Харьков) — русский поэт и переводчик.
Окончил факультет иностранных языков ХГУ. Будучи студентом, участвовал в литературном семинаре, созданном и руководимом И. В. Мельницкой. Позднее посещал поэтический семинар Евгения Витковского, которого считает своим главным литературным учителем.
Печататься начал в 1989 году. Публиковал переводы с португальского (Фернандо Пессоа, Альфонс де Гимараэнс), испанского (Хулиан дель Касаль, Хосе Марти, Мануэль Хусто де Рубалькава), французского (сонеты Марии Стюарт) и английского (Джеффри Чосер, Джон Лидгейт, Фрэнсис Бэкон, Александр Монтгомери, Фулк Гревилл, Джон Мильтон, Роберт Бёрнс, Джон Китс, Редьярд Киплинг и многие другие английские и шотландские авторы).
Перевод поэмы Джона Мильтона «Возвращённый Рай» опубликован Российской Академией Наук в серии «Литературные памятники» (Джон Милтон. «Потерянный рай. Возвращённый рай. Другие поэтические произведения». Илл. Г. Доре. — М.: «Наука», 2006).

                                   На челе его горит…

                                                       А. К. Толстой

И не помнил Бога, и не ведал страха

Снявший с Государя шапку Мономаха.

Мчатся год за годом, и за горем горе…

И все легче шапка.

И горит на воре.

9 сентября 2007

Харьков
Сергей Александровский — участник антологий «Строфы века», «Строфы века-2», «Век перевода» (тт. 1—3), «Семь веков английской поэзии» (тт. 1—3. М.: Водолей Publishers, 2007), «Шедевры любовной лирики. Зарубежная поэзия. Серия: Мировая классика» (М.: АСТ, Харьков: Фолио. 2005) и др.
На протяжении многих лет оригинальные стихотворения и переводы Александровского печатались в «Новом Журнале» (Нью-Йорк), в литературных альманахах «Белый ворон» (Екатеринбург — Нью-Йорк), «РХ» (Харьков) и «Слова, слова, слова…» (Чикаго — Москва), в литературно-художественном журнале «Славянин» (Харьков, Институт Восточно-Славянской Цивилизации), в еженедельнике «Reklama» (Чикаго) и других повременных изданиях.
В 2007 году вышла в свет книга «Факсимиле. Стихотворения и переводы» (М.: Водолей Publishers), переизданная в составе второй книги, «На задворках мира. Стихотворения» (М.: Водолей, 2019).
Потомок русского дворянского рода Шуваловых Полтавской губернии (по женской линии), правнук генерал-майора Г. С. Шувалова, ассоциированный член Российского Дворянского Собрания (свидетельство № 1201, определение Герольдии и Приемной комиссии от 28 января 2001, решение совета Российского Дворянского Собрания от 20 марта 2001, протокол IV № 9).
Праправнучатый племянник И. И. Слатина, создателя Харьковской консерватории.

## Из отзывов о творчестве
Е.К.:  Кто, на Ваш взгляд, входит в пятерку лучших современных русских переводчиков?
Е.В.:  Я могу говорить только о поэтах-переводчиках и только о тех, кто активно переводит. Это, безусловно, Гаспаров, Микушевич, Гелескул, Солонович, Александровский.

Евгений Витковский. «Точность в переводе невозможна». Интервью Елене Калашниковой. «Русский журнал» — 21 мая 2001 г.

…Что касается отечественного чосероведения, а также знакомства с Чосером широкого читателя, то заметную роль в этом сыграли появившиеся в последние годы переводы «Книги о королеве», «Птичьего парламента» (переводчик С. Александровский), «Троила и Крессиды» (переводчик М. Бородицкая).

Кандидат филологических наук Ирина Николаевна Меделева. «Своеобразие нарративной поэтики Джеффри Чосера». Диссертация и автореферат по ВАК 10.01.03. М., 2005 г. Введение.

И собственные стихи, и переводы Сергея Александровского безупречны по форме и невероятно красивы. Одни критики считают его поэтом-классицистом, другие — романтиком, но на самом деле он не вмещается ни в какие рамки. Выдающийся поэт. Выдающийся переводчик.

Вадим Молодый. «ZaZa. Зарубежные Задворки». Международный литературно-художественный журнал. Za-Za Verlag, Дюссельдорф, № 2, апрель 2013 г., стр. 3.

## Главные публикации
- Сергей Александровский. Факсимиле. Стихотворения и переводы. — М.: Водолей Publishers, 2007. — 104 с. (Серия «Сон Серебряного века»). ISBN 978-5-9796-0109-0
- Сергей Александровский. На задворках мира. Стихотворения. — М.: Водолей, 2019. — 164 с. ISBN 978-5-91763-463-0
- Джон Мильтон. Возвращённый Рай. Перевод с английского Сергея Александровского. — М.: Время, 2001. — 191 с.: с илл. — (Серия «Триумфы»). ISBN 5-94117-015-7
- Джеффри Чосер. Книга о королеве. Птичий парламент. Перевод с английского, предисловие и комментарии Сергея Александровского. — М.: Время, 2004. — 224 с.: с илл. — (Серия «Триумфы»). ISBN 5-94117-146-3
- Джеффри Чосер. Книга о герцогине. Птичий парламент. Перевод С. А. Александровского. — В кн.: Художественный перевод и сравнительное литературоведение : сборник научных трудов / отв. ред. Д. Н. Жаткин. — Вып. X. — М.; Издательство ФЛИНТА, 2018. — С. 200—256. ISBN 978-5-9765-3976-1 (ФЛИНТА)
- Александр Монтгомери. Вишня и Тёрн. Сонеты. Перевод Сергея Александровского. Составитель и научный редактор Е. Витковский. — М.: Водолей Publishers, 2007. — 232 с. ISBN 5-902312-98-1
- Александр Монтгомери. Сонеты. Вишня и Тёрн. Перевод Сергея Александровского. — В кн.: Художественный перевод и сравнительное литературоведение : сборник научных трудов / отв. ред. Д. Н. Жаткин. — Вып. IX. — М.; Издательство ФЛИНТА, 2018. — С. 181—263. ISBN 978-5-9765-3820-7
- Хулиан дель Касаль. Хосе Марти. Средь сумерек и теней. Избранные стихотворения. Перевод с испанского Сергея Александровского. — М.: Водолей, 2011. — 256 с. — (Звезды зарубежной поэзии). ISBN 978-5-91763-073-1
- Хулиан дель Касаль. Избранные стихотворения. Вступительная заметка и перевод Сергея Александровского. — В кн.: Художественный перевод и сравнительное литературоведение. Вып. XIII : сборник научных трудов / отв. ред. Д. Н. Жаткин. — М.: ФЛИНТА, 2020. — С. 708—757. ISBN 978-5-9765-4445-1 (ФЛИНТА)
- Хосе Марти. Избранные стихотворения. Вступительная заметка и перевод С. А. Александровского. — В кн.: Художественный перевод и сравнительное литературоведение. Вып. XIV : сборник научных трудов / отв. ред. Д. Н. Жаткин. — М.: ФЛИНТА, 2020. — С. 833—904. ISBN 978-5-9765-4466-6 (ФЛИНТА)
- Джон Китс. Малые поэмы. Перевод с английского Сергея Александровского. — М.: Водолей, 2012. — 100 с. — (Пространство перевода). ISBN 978-5-91763-104-2
- Джон Китс. Четыре малых поэмы. Перевод С. А. Александровского. — В кн.: Художественный перевод и сравнительное литературоведение : сборник научных трудов / отв. ред. Д. Н. Жаткин. — Вып. XI. — М.: Издательство ФЛИНТА, 2019. — С. 473—556. ISBN 978-5-9765-4154-2 (ФЛИНТА)
- Из шотландской поэзии XVI-XIX вв. Перевод Сергея Александровского. — М.: Водолей, 2012. — 132 с. — (Пространство перевода). ISBN 978-5-91763-113-4
- Шотландская поэзия в переводах Сергея Александровского. — В кн.: Художественный перевод и сравнительное литературоведение : сборник научных трудов / отв. ред. Д. Н. Жаткин. — Вып. VIII. — М.; ФЛИНТА, Наука, 2017. — С. 253—358. ISBN 978-5-9765-3587-9 (ФЛИНТА), ISBN 978-5-02-039442-1 (Наука)
- Эдмунд Спенсер. Пастуший календарь. Перевод С. А. Александровского. — В кн.: Художественный перевод и сравнительное литературоведение : сборник научных трудов / отв. ред. Д. Н. Жаткин. — Вып. IV, М.; ФЛИНТА, Наука, 2015. — С. 220—281. ISBN 978-5-9765-2361-6 (ФЛИНТА), ISBN 978-5-02-038909-0 (Наука) и вып. V, М.; ФЛИНТА, Наука, 2016. — С. 284—331. ISBN 978-5-9765-2546-7 (ФЛИНТА), ISBN 978-5-02-038967-0 (Наука)
- Эдмунд Спенсер. Пастуший календарь, вмещающий двенадцать Эклог, сообразных двенадцати месяцам. Перевод с английского Сергея Александровского; иллюстрации Уолтера Крэйна. — М.: Водолей, 2016. — 240 с. ISBN 978-5-91763-290-2
- Из английской поэзии XIV-XX вв. Перевод С. А. Александровского. — В кн.: Художественный перевод и сравнительное литературоведение : сборник научных трудов / отв. ред. Д. Н. Жаткин. — Вып. XII. — М.: ФЛИНТА, 2020. — С. 238—318. ISBN 978-5-9765-4318-8 (ФЛИНТА)
- Из кубинской поэзии XVIII-XIX вв. Перевод С. А. Александровского. — В кн.: Художественный перевод и сравнительное литературоведение. — Вып. XV: сборник научных трудов / отв. ред. Д. Н. Жаткин. — М.: ФЛИНТА, 2021. — С. 680—686. ISBN 978-5-9765-4552-6 (ФЛИНТА)
- Из испанской и португальской поэзии. Переводы С. А. Александровского. — В кн.: Художественный перевод и сравнительное литературоведение. — Вып. XVI: сборник научных трудов / отв. ред. Д. Н. Жаткин. — М.: ФЛИНТА, 2021. — С. 659—673. ISBN 978-5-9765-4666-0 (ФЛИНТА)
- Альфонс де Гимараэнс. Избранные стихотворения. Перевод с португальского С. А. Александровского. — В кн.: Художественный перевод и сравнительное литературоведение. — Вып. XVII : сборник научных трудов / отв. ред. Д. Н. Жаткин. — М. : ФЛИНТА, 2022. — С. 856—864. ISBN 978-5-9765-5102-2 (ФЛИНТА)

## Читает автор
- «Осенний полдень… Светлый роздых…»
- Сеятелям
- «Искатель тихих мест, укромных троп…»
- Унылая пора
- Синий троллейбус
- «Ни уголька, ни уголка…»
- «Вы, позабытые темным веком…»